# Phyllonorycter elmaella
Phyllonorycter elmaella is een vlinder uit de familie van de mineermotten (Gracillariidae). De wetenschappelijke naam van de soort werd voor het eerst geldig gepubliceerd in 1980 door Doganlar & Mutuura.